# 工人立法行動委員會
工人立法行動委員會（常簡稱工委會）是台灣的體制外勞工運動組織之一，成立於1992年，緣於1992年基隆客運罷工事件。1992年6月2日9時整，基隆客運產業工會舉行會員大會，投票通過從1992年6月4日16時整開始罷工，由「七人決策小組」決定罷工時間長短；此次罷工間接促成工委會的成立。
工委會雖不合於《工會法》規定，卻結合了基層工會、行業工會聯合會、地區性總工會、女工、工傷者及外勞等組織，成為台灣重要的勞工運動力量。其口號為「工人鬥陣，車拚相挺」。
2006年時，工委會成員改組成「人民火大行動聯盟」。2011年，人民火大行動聯盟向內政部登記為政黨「人民民主陣線」。

## 主要活動
工委會的主要活動是每年11月12日的秋鬥，此外也推動各種有利於工人的勞工法案版本，如《勞動基準法》、《工會法》、《就業服務法》、《勞工保險條例》與《職業災害勞工保護法》等等。從1993年起，工委會與中華民國工作傷害受害人協會（工傷協會）合作建立「工殤紀念碑」，提出「工殤即國殤」訴求，藉以凸顯職災議題。
在《全民健康保險法》立法期間，工委會出版一本小冊子宣傳《工人版全民健保法草案》（即有利於工人的《全民健康保險法》草案版本），該小冊子並以「新國民進黨」一語批評當時立法院三大政黨（新黨、中國國民黨、民主進步黨）互相勾結、刪除許多有利於工人的條文。尤其是1993年，立法院表決《全民健康保險法》勞資負擔比例條文的時候，號稱「清流」的民主進步黨新潮流系卻以「在場卻不投票」方式，與其他黨派的立法委員一樣放水，因此被工委會打入「新國民進黨」這個「爛蘋果家族」。1994年中華民國省市長暨省市議員選舉，工委會發動在選票上貼「以上皆非」貼紙的廢票運動，台灣勞工陣線（勞陣）秘書長簡錫堦卻公開反對此舉，簡錫堦對媒體表示「投廢票等於幫助國民黨」。1994年11月12日，工委會發動秋鬥「抗議三不保」大遊行，遊行群眾將雞蛋丟向行政院衛生署，並將立法院生態定性為「新國民進黨」，暴露立法院三大政黨都一樣向醫療財團傾斜。
2000年3月12日的春鬥中，民進黨提名2000年中華民國總統選舉參選人陳水扁簽署「一次修法，兩階段實施，2000年底實施44工時，2002年底實施40工時」承諾書。2000年5月20日，陳水扁總統就職典禮，工委會邀集綠色公民行動聯盟、無殼蝸牛聯盟、建國啤酒廠工會等四個團體，帶著陳水扁在2000年總統選舉之前簽名承諾、而現在都面臨跳票之虞的承諾書，要求陳水扁履行承諾、不得跳票；工委會帶去的即是陳水扁簽署的此份承諾書。
2003年2月11日「反對美英侵略伊拉克戰爭聯合行動」發表的〈反對美英侵略伊拉克戰爭聯合聲明〉，工委會是最初的發起團體之一。
2003年9月23日，工委會宣布將在同年10月聯合各弱勢團體工會組成「百萬廢票行動聯盟」，以行動表示對中國國民黨與民主進步黨的不滿。百萬廢票行動聯盟發起以「拒吃爛蘋果，投出新希望」為口號的「百萬廢票行動」，並提出「族群平等，反歧視，建立多元共存社會」、「開徵富人稅，縮小貧富差距」、「選制改革，催生『以上皆非』選項」、「建立社會安全網，保障弱勢族群」、「兩岸和談，就業先談」和「節制私人資本，發達國家資本」等政見，鼓勵選民在2004年中華民國總統大選投票日投廢票，以實力逼政黨改變。
2006年6月，工委會等社運團體在行政院青年輔導委員會台北青年交流中心舉辦針對服務貿易總協定（GATS）的座談會「破解GATS密碼」。

## 人民老大參選行動
從2004年開始，工委會發展出「人民老大參政團」模式參選，是由一個有社運議題的子團體提出一個候選人，團內成員叫做「人民老大」、並與所推出之候選人簽下民主契約：如果候選人成功當選，每月需向其所屬之參政團公佈工作報告，其公職收入、聘用助理或選舉達到門檻所得之選舉補助金皆需由該參政團所有人投票討論決定。候選人還要先簽下離職同意書：如果成功當選後違反承諾，必須辭職下台。工委會期望透過這種參選方式改變目前代議民主的弊病。
這套模式在火盟、人民民主陣線時期發展更為完善。
立法委員
| 年份   | 選區           | 候選人 | 涵蓋領域 | 得票數 | 得票比例 | 當選否 | 登記政黨 |
| ------ | -------------- | ------ | -------- | ------ | -------- | ------ | -------- |
| 2004年 | 台北市第二選區 | 王芳萍 | 妓權     | 583    | 0.1%     | 否     |          |
| 2004年 | 臺北縣第三選區 | 張通賢 | 勞工運動 | 257    | 0.05%    | 否     |          |

直轄市議員
| 年份   | 選區           | 候選人 | 涵蓋領域 | 得票數 | 得票比例 | 當選否 | 備註                         |
| ------ | -------------- | ------ | -------- | ------ | -------- | ------ | ---------------------------- |
| 2002年 | 台北市中山大同 | 王芳萍 | 妓權     | 829    | 0.47%    | 否     | 並非以人民老大參政團形式參選 |

## 扣帽子事件
2002年11月10日上午，民主進步黨立法委員李明憲、李鎮楠與台灣團結聯盟立法委員黃宗源合開記者會，質疑工委會與勞動人權協會（勞權會）合辦的秋鬥有政治力介入；他們批評，秋鬥遊行表面上是打著失業勞工的名號進行，不過他們仔細了解之後發現，背後竟然有以台北市長馬英九為首的台北市政府團隊加上舊特務的軍情勢力，勾結統派的中華人民共和國國慶貴賓共同支持進行「國（中國國民黨）共（中國共產黨）合作、鬥臭台灣」行動；李鎮楠更指控，勞權會每年均會受中国人民政治协商会议全国委员会與中共中央统一战线工作部邀訪中國大陸，與中國共產黨關係非常密切。同日中午，秋鬥開始前，秋鬥總指揮何燕堂說，秋鬥從1992年起每年舉辦，中國國民黨執政時就在砲轟政府；民主進步黨執政無法解決工人失業、活不下去的問題，反而抹黑秋鬥，這是無恥透頂。同日，台北市政府勞工局局長鄭村棋諷刺，以李明憲的邏輯推論，過去李明憲對抗中國國民黨，背後也有中國共產黨或台灣獨立運動力量的介入；如果以李明憲的邏輯推論，李明憲與中國人民政治協商會議全國委員會主席李瑞環應該關係匪淺；而且民主進步黨有許多中、上層人士與中國共產黨做生意，李明憲要清別人，應該先清自己人。同日，秋鬥發言人黃小陵說，民主進步黨執政，勞工處境每下愈況，勞工當然要抗議；工委會則諷刺，李明憲與李鎮楠的扣帽子言論顯示，民主進步黨害怕勞工有自主性，所以透過政府手段箝制人民自主意識，這是法西斯政府才有的行徑。
2002年11月13日，工委會赴立法院，要求李明憲與李鎮楠為「國共合作、鬥臭台灣」言論出面道歉；工委會召集人王耀梓強調，工委會才是秋鬥主辦單位，勞權會與中華民國全國總工會都是認同勞工立場的參與單位，且後兩者也僅動員約50人參加秋鬥；在民主進步黨立法院黨團幹事長王拓斡旋下，李明憲、李鎮楠與黃宗源出面並一度道歉；李明憲僅承諾「願為語焉不詳道歉」，並反指秋鬥當天群眾在總統府前倒垃圾，引起工委會人士以「垃圾是我們自己清的」駁斥；王耀梓欲搶下李明憲的麥克風以阻止其繼續發言，雙方發生肢體衝突，工委會批評李明憲、李鎮楠與黃宗源是「無恥立委」，李明憲、李鎮楠與黃宗源則批評工委會「你們不能代表勞工」。
2002年11月14日，《台灣日報》政治中心副主任林朝億批評工委會：「工委會可以像許多NGO一樣，宣稱他們超越國界，以地球基礎。不過，如他們老是喜歡在國與國間選邊站，就有必要說清楚：為什麼他們部分成員如王娟萍等人，老喜歡站在中國那一邊？為什麼8月3日，在陳（水扁）總統『一邊一國』談話後，這些人老喜歡到美國在台協會、民進黨中央黨部表達『一個中國，兩岸和平』、『一邊一國，永不安寧』、『台灣要走出去』但是要『走向中國、走向祖國』？畢竟，被他們帶上、走上街頭的工人，有權利回頭問：老大，為什麼工人權益必須建立在祖國統一的基礎上？」
2002年11月15日，《苦勞網》批評：「李明憲等人口中的『共』，指的不是『共產黨』而是『中國』。泛綠陣營用上了兩蔣時期恐共的宣傳手段，把中國妖魔化，再把所有批評民進黨的人給妖魔化。……民進黨自由主義色彩逐漸褪色，一步步地向極右的方向靠攏；過去被認為民進黨中具左傾色彩的新潮流成員，竟然用上了美國(19)50年代引起無論是左派或自由主義者強烈批判的麥卡錫主義手法來打壓工人運動，這就可看出民進黨在執政過程中改變之劇烈。」
2002年11月21日，《中國時報》記者陳嘉宏批評：「政治人物簡化問題、二分法、扣帽子的心態與作法，才是現階段台灣令人引以為憂的政治文化。王拓與王醒之的例子不是特例：日前被民進黨立委指控為『中共同路人』的全國總工會副秘書長王娟萍，同樣有個在民進黨政府裡當官的妹妹王幼玲。……年輕時廣泛接觸左派思潮的王拓認為，少數民進黨立委扣別人紅帽子的行徑顯示他們『知識的貧乏』；但如果仔細分析這些人的言語，這其中有更多『政治的傲慢』。統獨省籍問題在台灣，其實是個虛假命題，但每逢選舉就蠢蠢欲動，正因為這是最廉價的動員工具。」
2003年10月4日，台灣社會研究季刊雜誌社（台社）舉辦創社15周年「邁向公共化，超克後威權」學術研討會，工委會核心幹部吳永毅說，民進黨從「雞兔問題」的論辯開始，新潮流系就把培養的菁英送到社運插隊，等於壟斷社運資源；社運人士也把自己奉送給民進黨，民進黨接收了社運的正當性與資源，只有少數社運團體仍然保持對抗新潮流系；社運界要了解，民進黨並非唯一的選擇與依靠。
2003年10月19日，吳永毅在《中國時報》批評民進黨與新潮流系：「民進黨吃定有理想性的選民無法把票投給泛藍，所以『比不爛』就沾沾自喜了；新潮流只要做到比別的派系不『兔』（議會／妥協路線）一點，他就繼續當『雞』（群眾／反體制路線）了。」
2004年1月10日，社運工作者鍾榮峰在《台灣立報》批評：「相較國民黨威權時代高官民代傲慢、顢頇與何不食肉糜等言行風格，在『民主進步』的當下，先有前年民進黨籍立委對蘭嶼核廢高唱『強行徵收蘭嶼土地』所引爆的譁然，繼之中市李明憲立委對工人立法行動委員會所主辦『秋鬥』為『唱衰台灣』並『與中共隔海唱和』等抹黑指控，至去年呂秀蓮副總統的『愛滋天譴說』、侯水盛的『同志亡國論』等，已在在顯示『綠出藍而更勝於藍』的可怕趨勢！在公民社會的強烈批判聲浪、及選情白熱化所造成的價值制約壓力下，為保衛綠營江山而暫隱其真面目，但依舊『管束』不住這股極反動、保守的言論，更甚以往的『強暴說』仍脫口而出，這無異宣告台灣的法西斯主義惡勢力已然成形。」
2005年8月5日，《台灣日報》突然宣布將兼任「台灣日報員工自救會」會長的林朝億免職，幾乎不見工委會聲援林朝億。
2017年5月6日，國際社會主義前進表示，台灣統治階級以中國因素恫嚇台灣人民、並指控台灣遍布中國間諜與假新聞網站，實際上最主要針對的並非中國、而是未來台灣的階級鬥爭；「早在過去扁政府八年，就有部分民進黨人將工人運動抹黑成『國民黨與中國政府的陰謀』，試圖藉此分化工人、打壓工運」。
2017年7月31日，《自由時報》總編輯鄒景雯發表特稿指控，長榮航空空服員五百多人依法請「天災假」維護勞工權益，幕後操盤者是「左統色彩」的桃園市產業總工會，目標是發動陸海空聯合大罷工以癱瘓運輸、打擊蔡英文政府。2017年8月1日，前工委會執行長何燕堂抨擊，鄒景雯直接將工運抗爭當作攻擊政府的「國家安全事件」在對待，與2002年李明憲、李鎮楠與黃宗源指控秋鬥是「國共合作，鬥臭台灣」的扣帽子手段如出一轍，如此法西斯思維令人不寒而慄。2017年9月28日，國際社會主義前進表示，此文證明，蔡英文政府以防止中國共產黨滲透為藉口推行《國家保防工作法》與《反滲透法》，最終目的是為了鎮壓工人階級組織和運動；《自由時報》歇斯底里地散播謊言，「可見台灣工人階級的鬥爭已令資本家提心吊膽，下一步他們就會作出大力的法律甚至暴力鎮壓」。

## 註記
1. ↑  國立政治大學歷史學系，《行政院國家科學委員會專題研究計畫成果報告：戰後台灣勞動基本權歷史發展之研究》 （页面存档备份，存于），2004年12月23日。
2. ↑  此仿閩南語發音，「鬥陣」意指一起，「車拚」意指努力、拼命。
3. 1 2  吳永毅. . 中國時報. 2003-10-19 （中文（臺灣））.
4. ↑  苦勞報導. . 苦勞網. 2000-05-20  [2015-06-14]. （原始内容存档于2015-09-23）.
5. ↑  王玉樹. . 台灣蘋果日報. 2003-09-24  [2013-02-03]. （原始内容存档于2016-04-25） （中文（臺灣））.
6. ↑  賴香伶. . 《百萬廢票行動電子報 正式第二號》 (工人立法行動委員會). 2004-02-07  [2013-02-03]. （原始内容存档于2005-05-04） （中文（臺灣））.
7. ↑  黃詩凱. . 苦勞網. 2006-06-21  [2014-06-02]. （原始内容存档于2020-04-21）.
8. ↑  張麗娜. . 東森新聞報. 2002-11-10  [2013-08-25] （中文（臺灣））.
9. ↑  苦勞報導. . 苦勞網. 2002-11-10  [2014-04-06]. （原始内容存档于2019-06-29） （中文（臺灣））.
10. ↑  許麗珍. . 聯合報. 2002-11-11 （中文（臺灣））.
11. ↑  徐國淦. . 聯合報. 2002-11-11 （中文（臺灣））.
12. ↑  顏振凱. . 聯合晚報. 2002-11-13 （中文（臺灣））.
13. ↑  林朝億. . 新台灣新聞週刊網站. 2002-11-14（轉載同日《台灣日報》）  [2013-08-26] （中文（臺灣））. [永久]
14. ↑  苦勞評論. . 苦勞網. 2002-11-15  [2014-04-06]. （原始内容存档于2019-06-17） （中文（臺灣））.
15. ↑  陳嘉宏. . 中國時報. 2002-11-21 （中文（臺灣））.
16. ↑  林照真. . 中國時報. 2003-10-05  [2016-02-28]. （原始内容存档于2019-05-02） （中文（臺灣））.
17. ↑  指侯水盛「保留強暴中國小姐權利」一語。
18. ↑  鍾榮峰. . 台灣立報. 2004-01-10  [2013-12-15]. （原始内容存档于2016-06-30） （中文（臺灣））.
19. ↑  陳心怡、李國正. . TVBS新聞. 2005-08-05  [2016-02-28]. （原始内容存档于2016-03-04） （中文（臺灣））.
20. ↑  程嘉文. . 中廣新聞網. 2005-08-06 （中文（臺灣））.
21. ↑  矛盾. . 國際社會主義前進. 2017-05-06  [2017-05-06] （中文（臺灣））.[永久]
22. ↑  何燕堂. . 苦勞網. 2017-08-01  [2017-08-10]. （原始内容存档于2020-06-02） （中文（臺灣））.
23. ↑  矛盾. . 國際社會主義前進. 2017-09-28  [2017-12-03] （中文（臺灣））.[永久]

## 外部連結
- 工人立法行動委員會的文章 （页面存档备份，存于）（《苦勞網》）